# Culex calurus
Culex calurus är en tvåvingeart som beskrevs av Edwards 1935. Culex calurus ingår i släktet Culex och familjen stickmyggor.
Artens utbredningsområde är Kenya. Inga underarter finns listade i Catalogue of Life.